# Comarca

Los 401 Landkreise o comarcas alemanas.

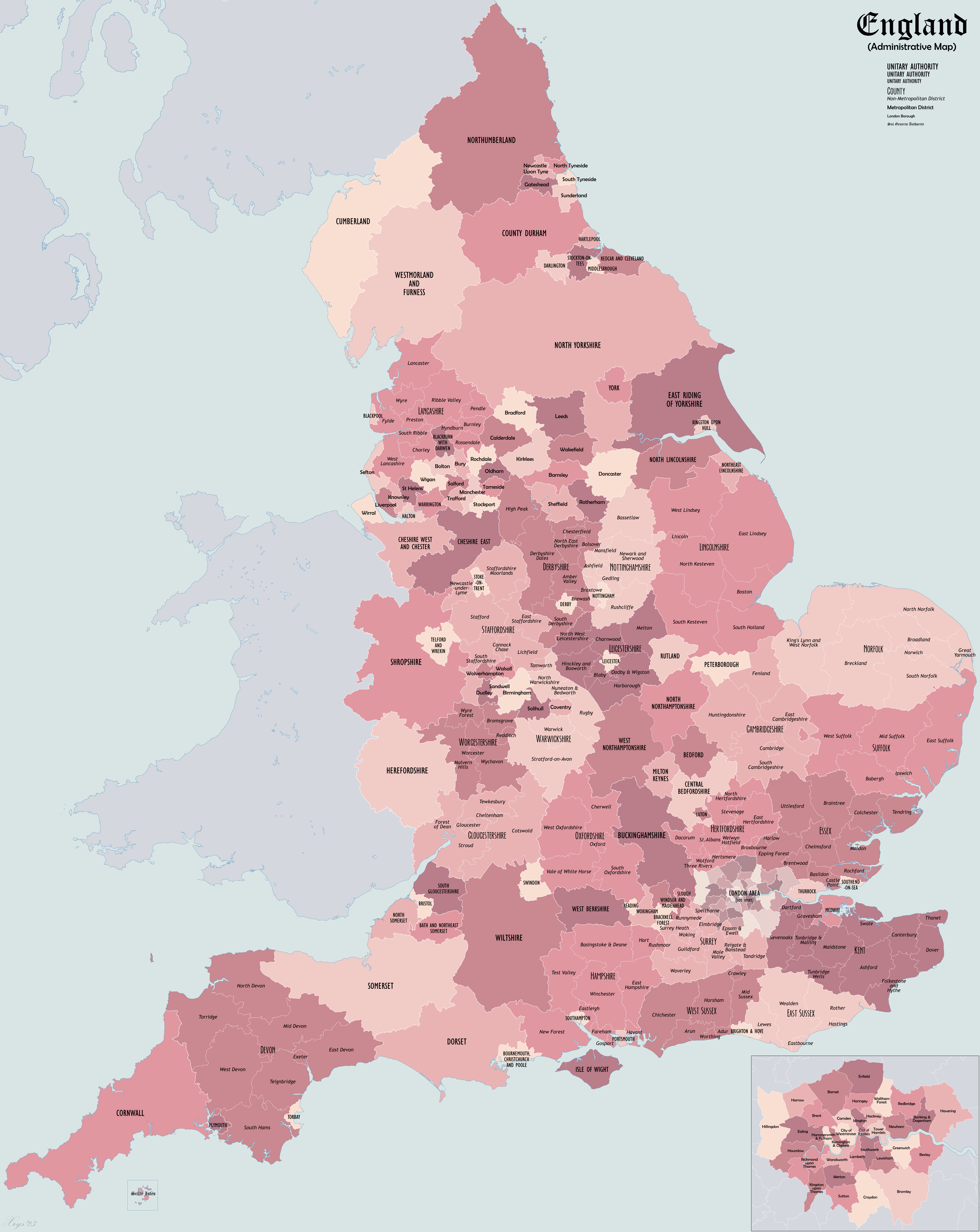
Los 326 districts de Inglaterra.

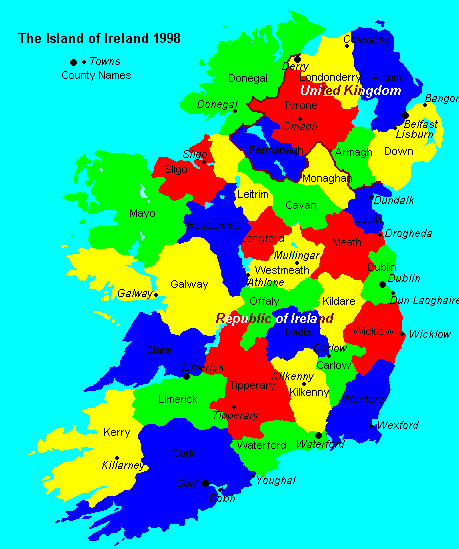
Los 32 counties tradicionales de Irlanda. Los de Irlanda del Norte se subdividieron recientemente en 26 districts, y los de la República de Irlanda en 34 counties.

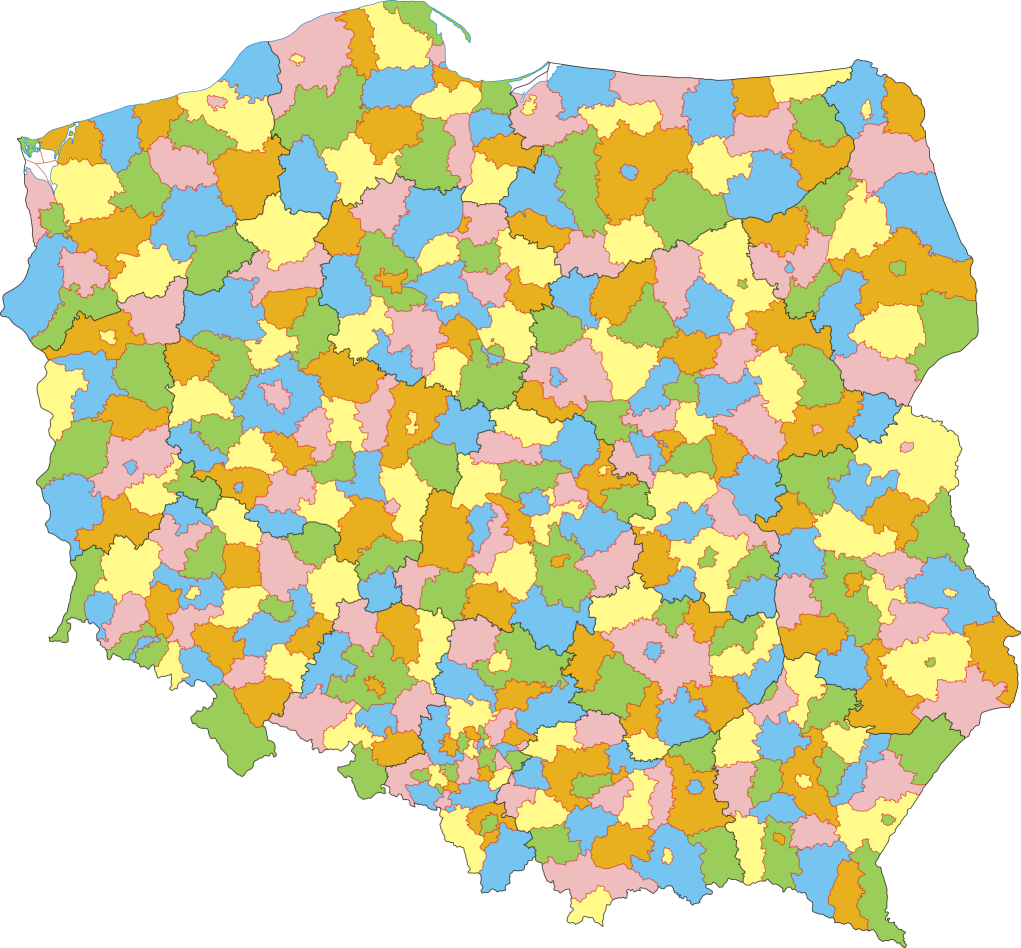
Los 379 powiats o comarcas polacas.

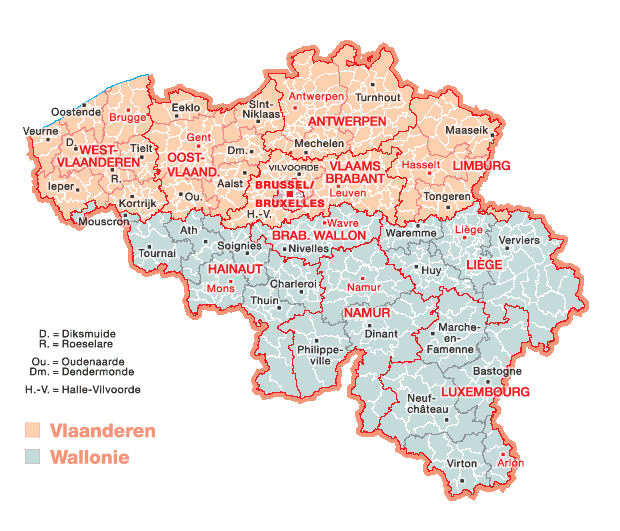
Los arrondissements o comarcas belgas.

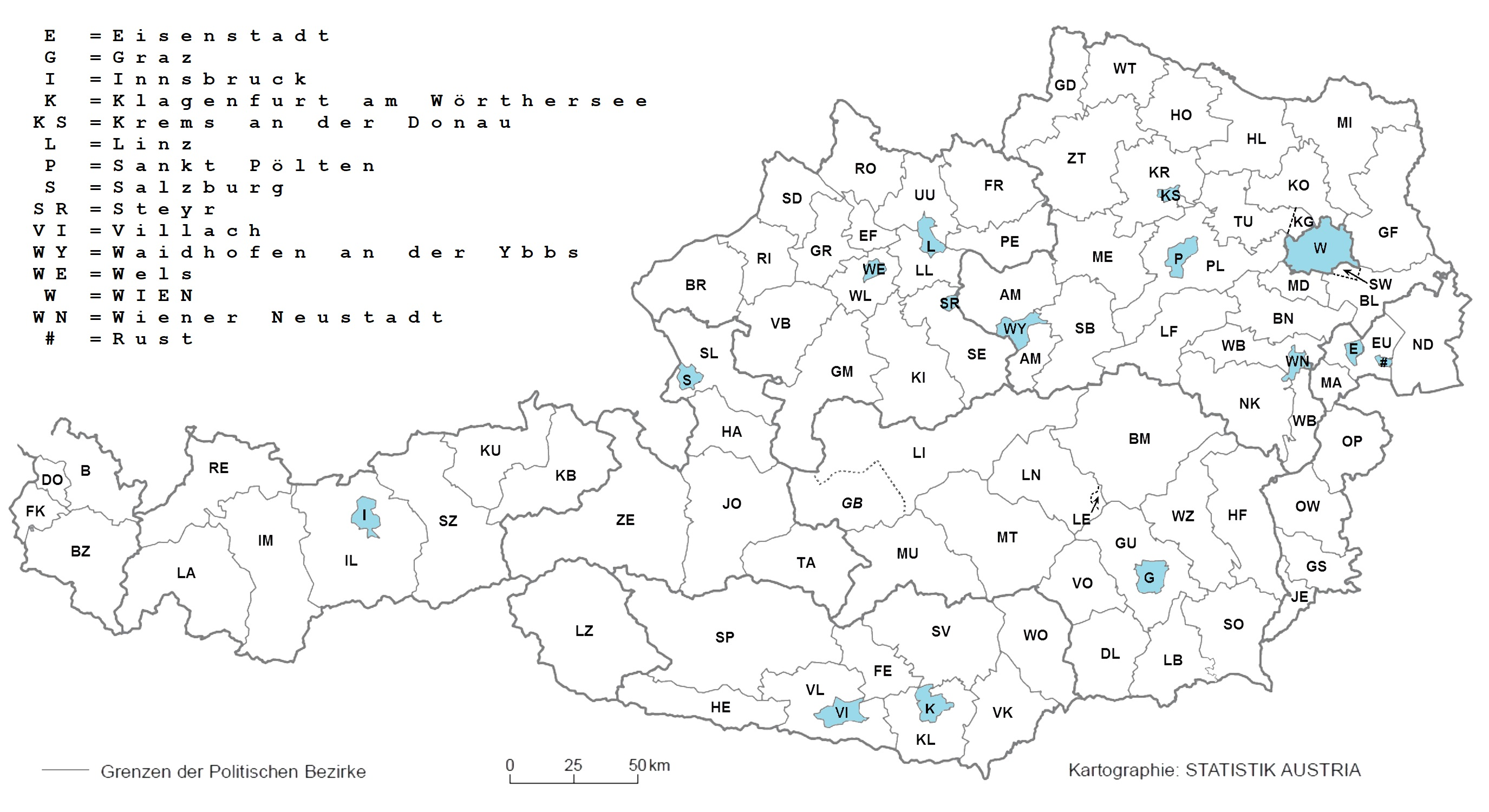
Los 84 Bezirke o comarcas y las 15 ciudades estatutarias o Statutarstädte austriacas.

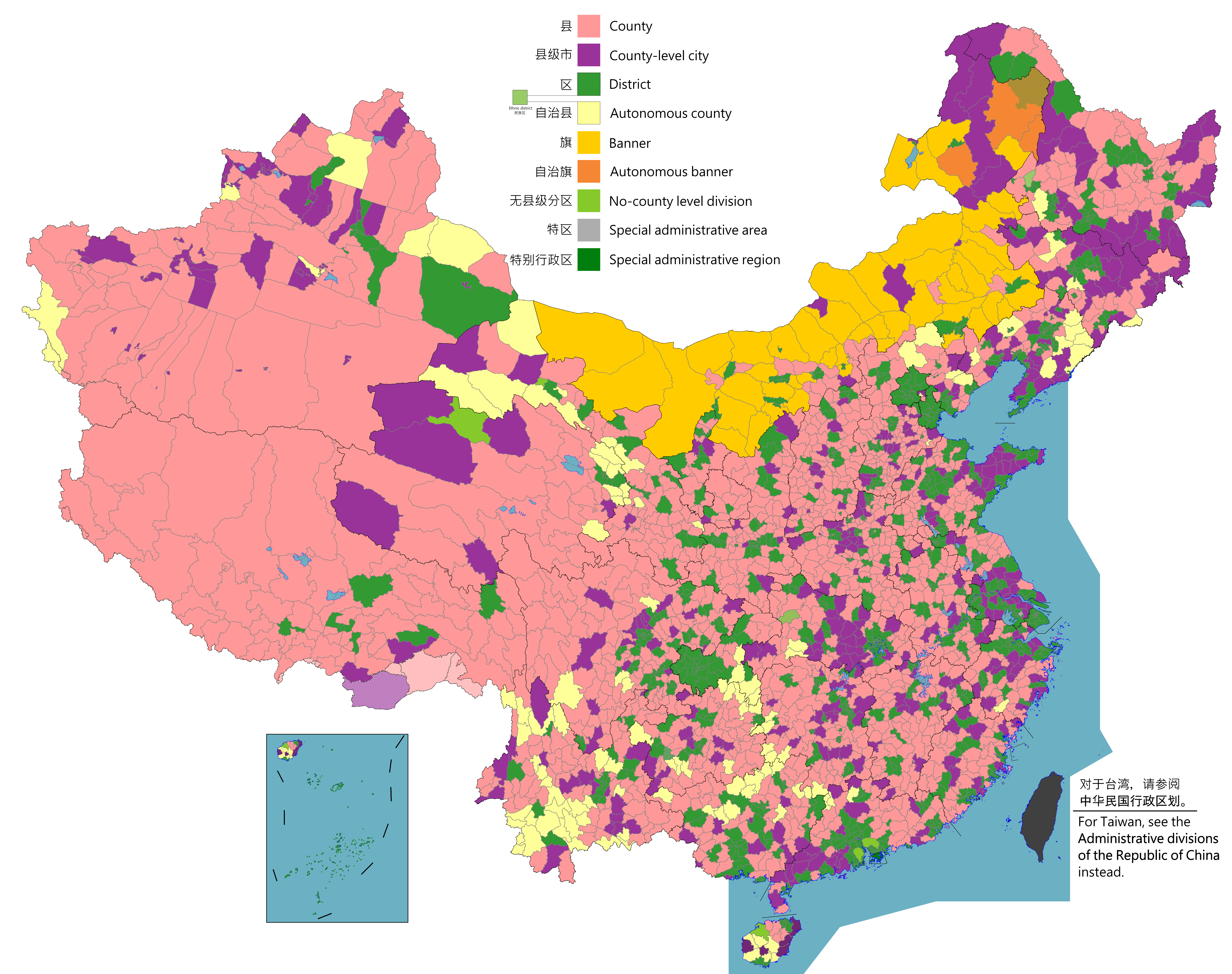
Los 1464 县 Xiàn ("condado") de la República Popular China, dentro del total de 2862 demarcaciones del nivel "condal"; son comparables a las comarcas (las de la parte oriental del país, no las de la parte occidental, de mucho mayor tamaño). En la época imperial eran el nivel más bajo de la administración.

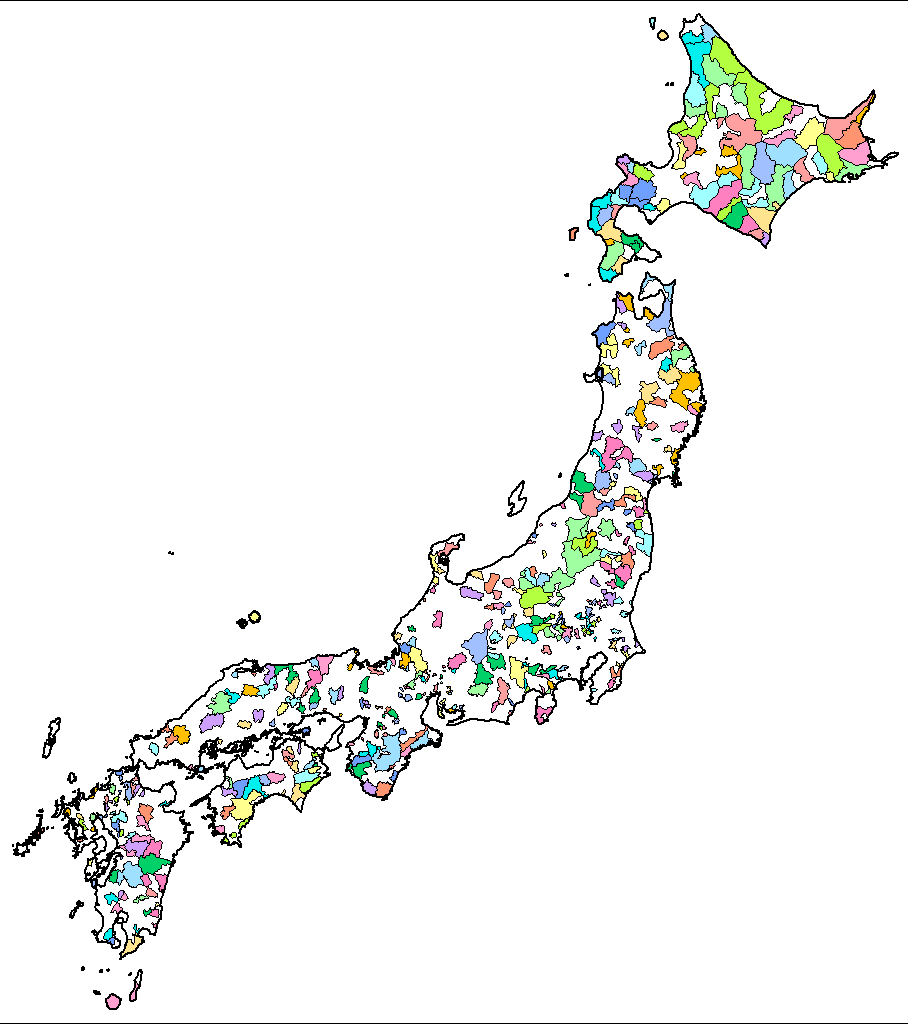
Los 郡 gun o comarcas japonesas.

Los 3144 counties de Estados Unidos. Sus dimensiones y sus formas son muy dispares entre los Estados del Este (más pequeños e irregulares -con lo que es más probable su identificación con el ámbito de la comarca-) y del Oeste (más grandes y trazados "a cuadrícula" -véase también township-).

Los 2457 municipios de México tienen entre sí una gran disparidad en tamaño (de más de 10 000 km² los mayores -particularmente en las Californias, donde hay solo cinco en cada una- a menos de 5 km² los más pequeños -particularmente en Tlaxcala o en Oaxaca, donde hay más de quinientos-); aunque en general, por su número total y distribución son comparables a comarcas.

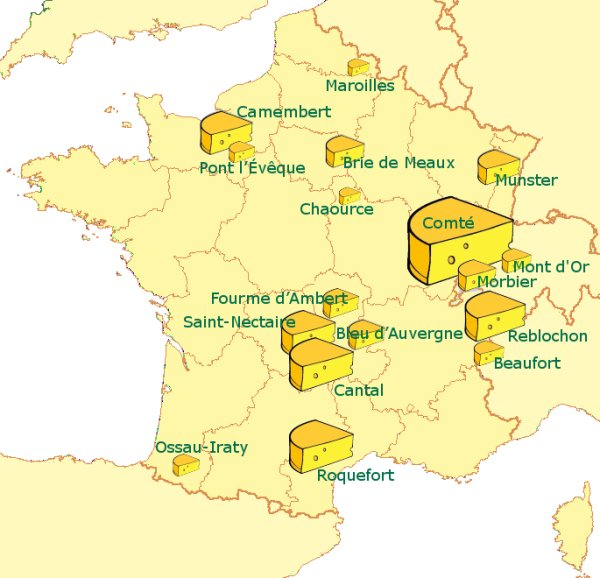
En este mapa se marcan las de mayor producción, pero la gran mayoría de las zonas productoras de queso en Francia, como otras AOC (Appellation d'origine contrôlée), son comarcas rurales tradicionales. Su número, mayor de trescientos, se ha convertido en un tópico (un tipo de queso para cada día del año).

Comarca es una división de territorio que comprende varias poblaciones. Sus dimensiones son variables, pero tienden a coincidir con una región natural que comparte no solo características físicas (orografía, hidrografía, clima, vegetación, suelos), sino también humanas (demografía, usos económicos, vivienda rural, urbanismo) e históricas, todas ellas determinantes de su paisaje geográfico. Su denominación y delimitación —comarcalización— se efectúa tanto con criterios intelectuales como políticos.

## Etimología y significado
El DRAE establece su origen en la adición del prefijo "co-" a "marca".
Aunque fonéticamente el origen de la palabra es evidente, la evolución semántica del término es más compleja y bastante reciente la adquisición del sentido que actualmente se le da en el español de España. Originariamente tuvo un significado equivalente a «confín» o «espacio situado en el límite con otro territorio», tomando el significado original de «marca» como «límite o señal de borde». De hecho, en castellano subsiste el verbo «comarcar» con el sentido de «limitar» o «confinar» y el adjetivo «comarcano», equivalente a «colindante». Aunque hay citas anteriores que mencionan el término referido al espacio que rodea o en el que se inserta un lugar, los diccionarios antiguos le dan el significado de «territorio fronterizo». Así en el Diccionario de Autoridades de 1729 la define como «país cercano a una tierra o lugar, que está en el contorno de ella». El mismo sentido se le da en el Diccionario de Voces Españolas Geográficas de la Real Academia de la Historia, publicado en 1796, donde se dice «distrito del contorno». Sin embargo, la edición de 1780 del Diccionario de la Real Academia Española define la comarca como «territorio que comprende un pueblo con todos sus alrededores» y el de 1832 proporciona ya la definición, que se ha mantenido hasta la actualidad, de «división de un territorio que comprende varias poblaciones».

## Evolución del concepto
Parece, pues, que el sentido de la palabra comarca ha pasado de ser un término referido al ámbito fronterizo, o cuando menos a un área de límite, a aplicarse para referirse al área que rodea un lugar, manteniendo el sentido de espacio colindante, al referirlo a ese punto —significado que aún se conserva— y, finalmente, para referirse a un ámbito espacial de escala intermedia entre el ámbito local y el regional. Esta evolución, que ha debido producirse desde el XVI en adelante, se acelera desde fines del XVIII y se precisa a lo largo del XIX, cuando la Geografía se convierte en un instrumento necesario para modernizar la nación española y se redactan diccionarios (Madoz) y libros de texto en los que es necesario describir los ámbitos regionales y las áreas destacadas que en ellos hay.
Llegados al siglo XX, y en este contexto geográfico, el dilema de si el ámbito de una región es una suma de comarcas o bien la comarca es un espacio diferenciado entre otros que no lo son, vino a resolverse a favor de la última hipótesis, considerando la comarca como un área de rasgos singulares y destacada en un ámbito donde puede haber otras áreas que no se individualizan. Como los rasgos que singularizan las comarcas corresponden sobre todo a la historia y al medio físico, hay geógrafos que consideran que la comarca es un hecho del pasado, al mismo título que las llamadas regiones históricas, de manera que actualmente carecen de funcionalidad y, de hecho, muchas han perdido incluso el elemento que les daba sentido o se han integrado en otros ámbitos, al tiempo que surgen otras formas de diferenciación del territorio, bien sean debidas a razones económicas o urbanas, por lo que hoy no procedería hablar de comarcas, sino de otro tipo de espacios o unidades espaciales. En este sentido se decantan algunos estudios regionales y manuales que o bien diferencian los espacios singulares en comarcas tradicionales y comarcas evolucionadas o bien hablan directamente de espacios singulares o de unidades de análisis. De hecho, no es frecuente encontrar este término definido en los diccionarios de Geografía por considerarlo un concepto de uso general, a pesar de que este se aproxima más al sentido geográfico que al que le dan los diccionarios de la lengua española.
En España, en el último cuarto del siglo XX, la aparición de disfuncionalidades en la estructura territorial formada por regiones históricas, provincias, partidos judiciales y municipios planteada en el XIX, y el nacimiento de las comunidades autónomas, que inicialmente buscan establecer formas de organización territorial propia, hace resurgir la idea de comarca, ahora con un sentido más técnico, como una entidad territorial que agrupa varios municipios y se articula sobre una cabecera de comarca, de manera que la comunidad autónoma pueda descomponerse en una serie de comarcas. Así, asociado a este nuevo sentido de la comarca, se pone en circulación el verbo comarcalizar y el resultado de aplicarlo que es la comarcalización. Tampoco esta idea de comarca ha conseguido imponerse de forma general. Junto a estas interpretaciones sobrevive la idea definida en el Diccionario de 1780, la comarca entendida como el territorio articulado alrededor de una población que viene a ser su capital o centro de servicios, idea que dio lugar a toda una línea de trabajos sobre los centros de mercado como generadores de comarcas.

## Precisiones para la definición tradicional del término
Frente a la serie de unidades administrativas españolas: pedanía o parroquia, municipio, partido judicial, provincia..., la comarca se inscribe en otra categoría de referencias que se inicia en el lugar o punto geográfico, el pago, la comarca y la región. Todos ellos se identifican por un elemento o carácter que les da nombre. En el caso de los lugares es un elemento: bien sea una fuente, una casa, un paso en un alto o sobre un curso de agua; en el caso de los pagos, puede ser un rasgo físico: los Cascajos, los Berrocales, la Paul (del latín padul> área pantanosa), una propiedad o condición histórica: El Quintanar, las Capellanías: un acontecimiento: las Contiendas, la forma en que se puso en cultivo o se explota: la Roza de... el tipo de cultivo o su valor: las Cabañeras (de tierras cada añeras, que se cultivaban todos los años, sin barbecho).
Las comarcas se identifican por procedimientos parecidos aunque ajustados a una dimensión mayor. Como los pagos, llevan siempre el artículo delante del rasgo con que se las identifica, pues el artículo se refiere al área, mientras que el nombre se refiere al elemento o rasgo que le sirve de referencia.
La mayoría de las comarcas así identificadas responden a rasgos físicos y suelen llevar la palabra valle (aunque valle es también la denominación de una forma de organización del espacio), llano u otra denominación física ante el nombre: El Valle del Jerte, Las Loras (por esta forma de relieve), la Tierra LLana, otras responden a demarcaciones históricas como el Condado de Treviño, La tierra de Medina (referido al ámbito de la Comunidad de Villa y Tierra de Medina del Campo), El Campo de Calatrava (por la Orden Militar que lo administraba); a una comunidad o a un rasgo etnográfico: Maragatería (de mercatores, mejor que de maures captos); al tipo de vegetación o al uso que se hacía de ella: los Montes Torozos, los Montes Universales; Los Monegros (de mons niger,>monte negro, seguramente de encina, cuando el nombre respondía a la realidad). En no pocas ocasiones, las comarcas, que responden a un rasgo físico o histórico, tienen una denominación antigua de etimología difícil de explicar: Liébana (¿de.... lepana o lepania?, bien sea derivado de lepor>deleite, placer; o bien de lepus>liebre o ¿tal vez de la diosa Levana?).
Por lo general, las comarcas son más abundantes en las áreas de montaña o de relieve, hidrografía o vegetación complejas que en las áreas homogéneas, porque en el primer caso hay más cambios de unas áreas a otras y es más evidente la diferencia entre espacios que en el segundo. Eso produce importantes diferencias de tamaño entre unas zonas y otras, pues, mientras en la montaña podemos encontrar comarcas de sólo algunas decenas de km², como Besaya en Cantabria; en la llanura las comarcas tienen centenares o millares de km² como sucede con las de la región de La Mancha, en la mitad sur de la Meseta. También es más fácil encontrar comarcas en los espacios poco evolucionados o más tradicionales, porque la evolución y el desarrollo del modo de vida urbano hace homogéneo el espacio y anula rasgos que al desaparecer dejan sin sentido la identificación de la comarca.
Concretando, la comarca se suele entenderse en España como un ámbito de referencia espacial, que no debe confundirse con las referencias administrativas. Aunque su escala es variable, dependiendo de las condiciones del espacio en que se ubica, podemos decir que se refiere a un ámbito intermedio entre los pagos y las regiones. No es condición necesaria que esté poblada, aunque lo normal es la existencia de varios núcleos de población y la presencia de uno de ellos que la encabeza y puede articularla. No tiene límites precisos porque, en realidad designa el área en torno al elemento o rasgo que la identifica, por eso en los mapas solo figura el nombre sin establecer límites.
Conviene ser cuidadoso con la utilización del término para evitar la confusión entre la concepción tradicional y unidades o entidades territoriales de carácter administrativo, pasando por el uso en tratados antiguos. Desde un punto de vista geográfico, la comarca puede servir para identificar espacios singulares, siguiendo una costumbre tradicional en los manuales de Geografía Regional.

## La comarca como unidad territorial o de gestión
Con frecuencia se adjetiva a las comarcas dividiéndolas en categorías según diferentes criterios con los cuales se definen ámbitos que distan de ser equivalentes. Así se habla de comarcas naturales, comarcas funcionales, comarcas urbanas, comarcas polarizadas, comarcas históricas, comarcas sanitarias, agrícolas, o de servicios. Se trata de demarcaciones del territorio con objetivos muy diferentes y establecidas también a partir de un criterio único, matizado con la condición de contener municipios completos. En España ha sido frecuente establecer el ámbito de las comarcas a partir del área servida por un núcleo de población que se definiría como cabecera de comarca. La base para ello han sido los estudios de mercados geográficos. Así, la primera división del territorio en comarcas con carácter administrativo y apoyo legal, fue la establecida en Cataluña en 1936, que se apoyaba en los estudios de mercado realizados por Pau Vila. Esta línea de definir comarcas a partir de las áreas de mercado, que entronca teóricamente con concepciones del espacio geográfico relacionadas con las teorías de Lösch y Christaller, se encontró en España con la realidad de las ferias y mercados semanales concedidos a las villas en los fueros medievales y que se han mantenido hasta la actualidad, estando todavía muy vivos a mediados del siglo XX y reactivados en los últimos años de la mano del desarrollo del medio rural y el incremento de la capacidad de consumo en los núcleos del entorno. Las villas, con su alfoz, definían un área de mercado que podía servir de base a la comarca. Otros mecanismos para definir comarcas han sido los referentes a la gestión, bien fuera la prestación de servicios sanitarios, los servicios escolares o las agencias de extensión agraria, o también las agrupaciones de municipios en mancomunidad para la recogida de basuras o servicios de agua y saneamiento.
En la primera mitad de los años ochenta del siglo XX, la creación de las comunidades autónomas en España desencadenó un especial interés por las comarcas como formas de organizar y, en su caso, articular el territorio de la Comunidad, pero, además, como una forma de quebrantar el peso de las provincias en las Comunidades multiprovinciales, lo que incluía un objetivo político con respecto a las Diputaciones Provinciales, organismo que resultaba complejo de integrar en el nuevo contexto de organización territorial del Estado. Los primeros intentos de establecer comarcas con estos objetivos se llevaron a cabo en Cataluña y en el País Vasco. Las tensiones y recelos creados obligaron a respetar el marco provincial y desactivaron el sentido político territorial de aquellas comarcas y orientó la comarcalización hacia la definición de ámbitos para contener servicios (sanitarios, escolares,) o de información estadística. Por aquellos años también estaban realizando estudios de comarcalización otras comunidades como Andalucía o Castilla y León. En varias CC.AA. la comarcalización se orientó a la prestación de servicios o a la ordenación del territorio, pero no a la creación de un marco territorial con capacidades administrativas sobre el territorio, como las que corresponden al municipio o a la provincia.
En no pocos casos estas comarcas de las comunidades autónomas españolas se han establecido a partir de una mancomunidad de servicios, como el saneamiento o la recogida de basuras. Otras veces ha sido un centro de salud, una oficina de servicios agrícolas, una concentración escolar o bien un área que se consideraba homogénea a efectos de la ordenación del territorio o de la normativa urbanística. Así, si la concentración escolar se crea en la villa "X", la agencia de extensión agraria se instalará en la villa "Y" que dista 12 o 15 km de la anterior, mientras que el centro de salud se sitúa en otro punto. Esta dispersión de iniciativas por parte de los diferentes sectores de las distintas administraciones, unido a la pervivencia de antiguas concepciones y, con frecuencia, en colisión con las áreas de mercado, ha originado que las comarcalizaciones propuestas en muchas de las comunidades autónomas no sean reconocidas a todos los efectos y no puedan llegar a configurar el espacio que se les asigna.

## Comarcas naturales
Se denomina comarca natural al territorio cuyos límites son establecidos por las características naturales del lugar (geografía física). Al contrario de lo que ocurre con otros territorios, donde los límites se denominan administrativos (con fines burocráticos por parte de la administración competente), por ejemplo una provincia, una comunidad autónoma, un país, etc., en las comarcas naturales los límites lo imponen factores de tipo natural como el relieve, geomorfología, geología, hidrología, fauna, vegetación, etc.

## Comarcas humanas
Son las caracterizadas por su geografía humana

### Comarcas agrarias
Son las caracterizadas por su geografía agraria. Hay comarcas agrícolas, comarcas ganaderas, comarcas pesqueras, etc.

### Comarcas industriales
Son las caracterizadas por su geografía industrial. Hay comarcas mineras, comarcas siderúrgicas, comarcas textiles, etc.

## Comarcas y demarcaciones equivalentes en distintos países
En Panamá se han delimitado "comarcas indígenas". En Brasil, Portugal y outros países de la Comunidad Lusófona, las «comarcas» son hoy una delimitación territorial de carácter judicial, correspondiendo cada una al ámbito de competencia de um tribunal de justicia de primera instancia. En Francia se utiliza la palabra francesa «comarque» en Pyrénées-Orientales para un tipo de asociación de municipios, como «cantón» y «arrondissement» en otras zonas; mientras que se utiliza más extensamente el término «pays» ("país") con el sentido de «región natural» (régions naturelles ou pays traditionnels). En italiano «contea» (contado y contadino son "campo" y "campesino"). En alemán «Kreis» ("círculo"). En idioma polaco powiat. En inglés «county» o «shire» (precisamente es el término que utilizó J. R. R. Tolkien para denominar la región ficticia que se ha traducido en castellano como "La Comarca"). La extensión de un shire o county es más similar a la de una provincia española o un departamento francés, así como su número. Más similar al tamaño y número de las comarcas sería la demarcación tradicional denominada hundred (que en el sistema feudal significaba que debía mantener a cien hombres de armas) o la actual denominada district. La correspondencia de estos términos con el castellano "comarca" solo es aproximada, y hay matices en cada uno de ellos que les hacen divergir de significado.

### España
Las comarcas de España son divisiones territoriales de España delimitadas por afinidades geográficas físicas y humanas y que habitualmente llevan la denominación "comarca de..." u otras similares, como las de "tierra de...", "campo de...", "campiña de"..., "vega de...", "valle de...", "sierra de...", "montaña de...", "montes de...", "puertos de...", etc. Dada la especial vinculación de las comarcas del medio rural con determinados productos agropecuarios, muchas de ellas suelen identificarse con las denominaciones de origen y otras indicaciones geográficas que protegen su producción local, como es el caso de los vinos o los quesos. Solo en algunos casos las comunidades autónomas han optado por dotarlas de existencia legal, mediante instituciones intermedias entre los municipios y las provincias (comarcas de Aragón, comarcas de Asturias, comarcas de Cataluña, comarcas de Galicia, comarcas de la Comunidad Valenciana, cuadrillas de Álava), El Bierzo en León; aunque también las hay transprovinciales, e incluso algunas que traspasan las fronteras entre comunidades.